# Палестина в составе Османской империи
Палестина в составе Османской империи — исторический этап, при котором Палестина находилась под управлением Османской империи — с 1516 по 1917 годы. В этот период, особенно к его концу, еврейское население Палестины росло быстрыми темпами за счёт иммиграции из Европы.

## Завоевание Палестины османами
Османское княжество было основано тюркско-мусульманскими племенами в конце XIII века в районе Анатолийской возвышенности. В течение XIV—XV веков турки-османы захватили большую часть Балканского полуострова и всю Малую Азию до Иранского нагорья. В 1453 году они захватили Константинополь, окончательно уничтожив Византийское государство. После победы над персидской армией в битве на плато Чальдиран их военные усилия были направлены на пришедшее к тому времени в упадок государство мамлюков.
Территория Палестины была захвачена османами после того как войска султана Селима I разбили армию мамлюков 24 августа 1516 года в битве при Мардж Дабеке к северу от Алеппо. А в январе 1517 года Селим выиграл последнее сражение с мамлюками возле Каира, окончательно разгромив их государство.
В течение 400 лет Палестина оставалась частью огромной Османской империи (Блистательной Порты), охватывавшей значительную часть Юго-Восточной Европы, всю Малую Азию и Ближний Восток, Египет и Северную Африку.

## Органы власти и административная структура

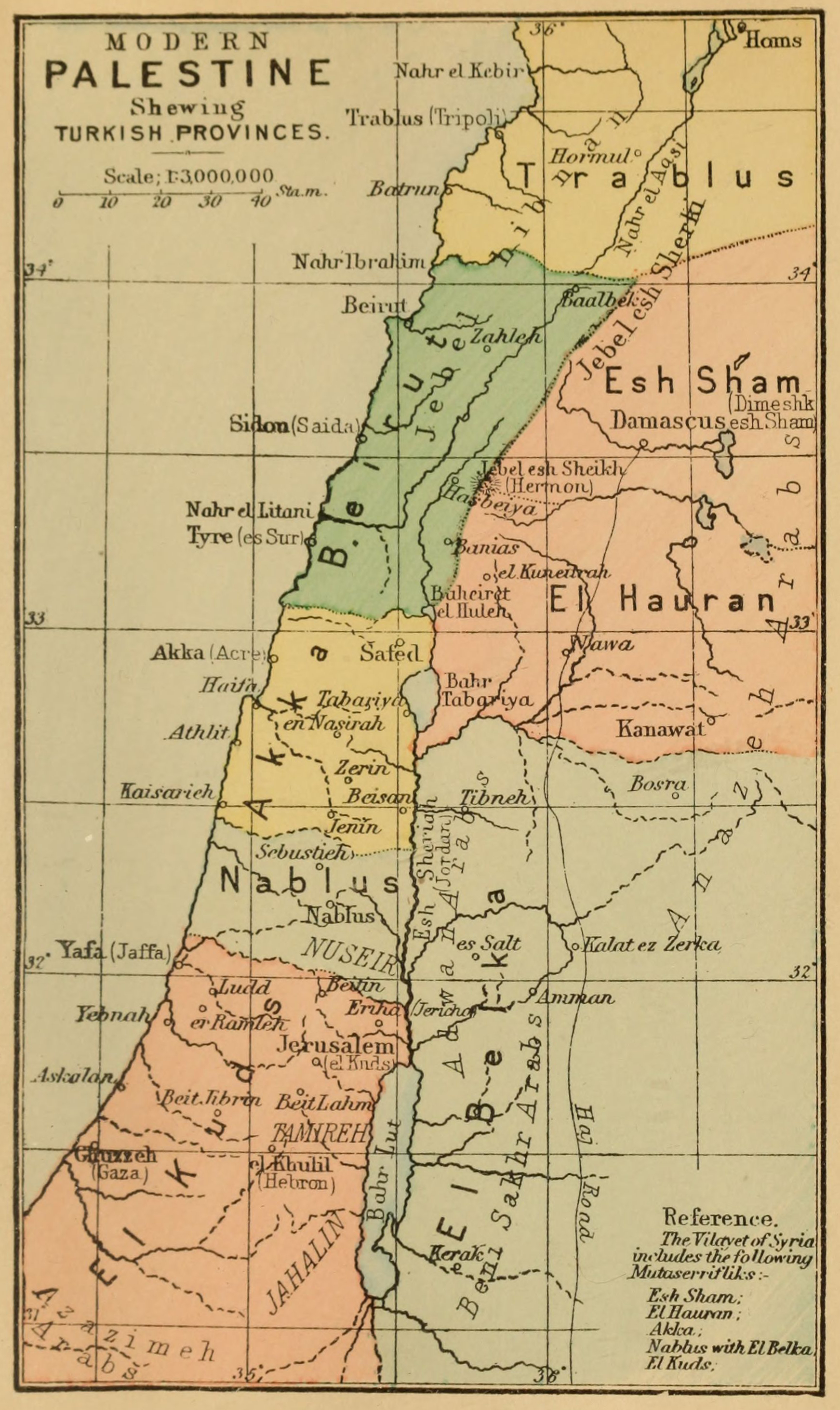
Административное деление Палестины, 1889 год

Османская империя была в зените могущества примерно 50 лет после захвата Палестины. На начальном этапе правления новые власти энергично развивали страну и заботились о росте благосостояния её жителей. В империи мусульманская религия не была отделена от государства, тем не менее существовали как религиозные, так и светские институты власти. Территория империи делилась на провинции (эялеты, затем вилайеты), во главе которых находились бейлербеи или вали. Позднее эту должность занимал обладатель чина визирь. Все они носили титул паша́. Вилайеты делились на области (санджаки), возглавляемые санджак-беями. Хотя с точки зрения географии Палестина располагалась в центре империи, её значение было невелико. Никаких угроз имперской власти с XVI по XVIII века в Палестине не было. Единственной серьёзной проблемой были нападения бедуинов на торговые караваны.
В течение османской эпохи административные границы провинций и областей часто изменялись. В начале османского правления провинция Дамаск, в состав которой входила также Палестина была разделена на 11 санджаков, пять из которых составляли территорию Палестины — Цфат, Леджун (Мегиддо), Шхем, Иерусалим и Газа. В начале XVII века из провинции Дамаск была выделена новая провинция — эялет Сидон, включающая Ливанские горы, Галилею и Средиземноморское побережье.
В период 1800—31 годов территория Палестины делилась между двумя эялетами. Центрально-восточный горный район, простиравшийся от Шхема на севере до Хеврона на юге (включая Иерусалим), относился к Дамасскому эялету; Галилея и прибрежная полоса — к эялету Сидон. Большая часть Негева находилась в этот период вне османской юрисдикции. В 1832 году территория Палестины была завоёвана Ибрагим-пашой, сыном и военачальником вице-короля Египта Мухаммеда Али. Палестина, северная граница которой достигала Сидона, стала единой провинцией с центром в Дамаске. Египтяне, правившие страной восемь лет (1832—40), провели некоторые реформы по европейскому образцу.

## Население провинции и демография
В Османской империи иудеи и христиане имели статус «зимми» — то есть пользовались относительной гражданской и религиозной свободой, не имели права носить оружие, служить в армии и ездить на лошадях, а также были обязаны платить особые налоги. В этот период евреи Эрец-Исраэль жили главным образом за счёт благотворительных поступлений из-за границы (Халукка). В течение средних веков крупные еврейские общины были в Иерусалиме и Цфате, меньшие — в Наблусе (Шхеме) и Хевроне
В 1800 году население Палестины не превышало 300 тыс., 5 тыс. из которых составляли евреи (главным образом, сефарды). Большая часть еврейского населения была сосредоточена по-прежнему в 4-х крупных городах. Главные места концентрации христианского населения (около 25 тыс.) — в Иерусалиме, Назарете и Вифлееме — контролировались православной и католической церквами. Остальное население страны составляли мусульмане, почти все — сунниты.
В XIX веке Иерусалим снова превратился в важнейший еврейский центр Эрец-Исраэль. Цфат, соперничавший с Иерусалимом за духовное первенство, сильно пострадал в результате землетрясения (1837), унёсшего жизни около 2 тыс. евреев, и пришёл в упадок.
В 1841 году Палестина и Сирия вернулись под непосредственный контроль Турции. К этому времени численность еврейского населения Палестины удвоилась, в то время как христианского и мусульманского — осталась без изменения.
К 1880 году население Палестины достигло 450 тыс. человек, из которых 24 тыс. составляли евреи. Большинство евреев страны проживали в четырёх городах: Иерусалиме (где евреи составляли более половины всего 25-тысячного населения), Цфате (4 тыс.), Тверии (2,5 тыс.) и Хевроне (800), а также в Яффе (1 тыс.) и Хайфе (300). Иерусалим стал крупнейшим городом в стране.

### Еврейская иммиграция

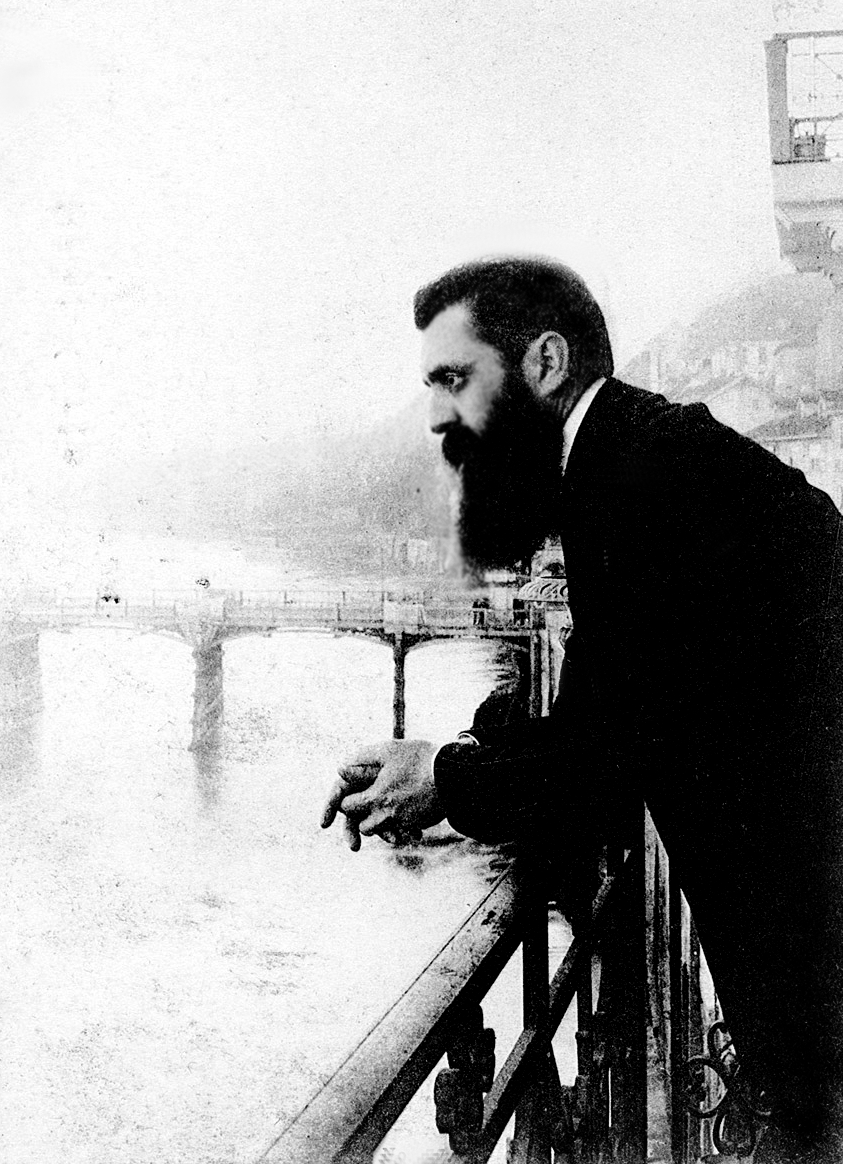
Теодор Герцль, считающийся основателем политического сионизма

Среди евреев, живших в диаспоре, всегда было распространено сильное стремление возвратиться к Сиону. Начиная с XII века преследование евреев христианской церковью привело к их притоку на Святую землю. В 1492 году этот поток существенно пополнился евреями, изгнанными из Испании, которые основали еврейскую общину Цфата.
В период османского владения Палестиной прошли три крупные волны еврейской иммиграции в Палестину.
В начале XVIII века была предпринята одна из самых значительных попыток алии из Европы и обновления еврейского религиозно-национального центра в Иерусалиме. Во главе этого движения стоял рабби Иехуда Хасид, прибывший в Иерусалим в 1700 году во главе примерно тысячи своих последователей — выходцев из различных стран Европы. До их прибытия иерусалимская община насчитывала 1200 человек, в том числе 200 ашкеназов. Однако сам Иехуда Хасид после прибытия в страну внезапно умер. Между его последователями и обременённой долгами ашкеназской общиной Иерусалима возникли трения, приведшие к сожжению ашкеназской синагоги кредиторами-арабами (1720) и выселению евреев-ашкеназов из города. Долгое время после этих событий еврейские иммигранты из Европы селились главным образом в Хевроне, Цфате и Тверии.
Следующая волна, известная как Первая алия (ивр. עלייה‎), началась в 1881 году, когда евреи были вынуждены спасаться бегством от погромов в Восточной Европе.
В конце XIX века появилось движение политического сионизма, которое ставило своей целью основание еврейского государства на земле Израиля. Основателем идеологии сионизма считается Теодор Герцль. В 1896 году Герцль опубликовал свою книгу «Еврейское государство» (нем. Der Judenstaat), в котором изложил своё видение будущего еврейского государства, а в 1897 году Герцль руководил первым Всемирным еврейским конгрессом.
Вторая алия (1904—14 годы) началась после Кишинёвского погрома. Приблизительно 40 тыс. евреев поселилось в Палестине. Большинство иммигрантов первой и второй алии были ортодоксальными евреями, но вторая алия включала также и социалистов, основавших киббуцное движение.

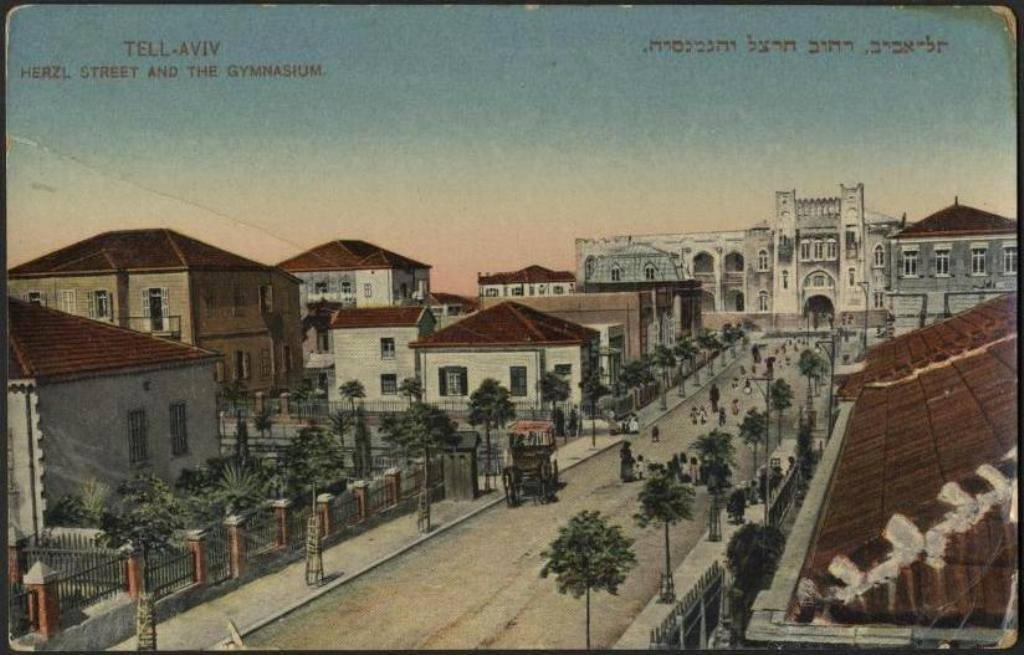
Тель-Авив около 1910 года

Еврейские иммигранты, руководствуясь сионистскими идеями о важности возвращения евреев к сельскому хозяйству, создали ряд кооперативных сельскохозяйственных поселений. В 1882 году еврейское население Палестины составляло 24 тыс. человек и было полностью городским, а к 1914 году оно достигло 85 тыс. человек, при этом 12 тыс. из них жили в 44 сельскохозяйственных поселениях, созданных после 1881 года (численность всего населения Палестины в 1914 году составляла 700 тыс. человек). В 1909 года вблизи Яффы был основан квартал Ахуззат-Баит, который быстро развивался и превратился в город Тель-Авив. В 1912 году в Хайфе было начато строительство Техниона — первого высшего учебного заведения в Палестине.

## Упадок империи
Постепенный упадок и ослабление империи с начала XVIII века привели к тому, что главы провинций практически перестали подчиняться центральным властям, а европейские страны приобретали всё большее влияние на дела империи.
В начале 1799 года в Палестину вторгся Наполеон. Французам удалось овладеть Газой, Рамлой, Лодом и Яффой. Однако французский полководец не сумел овладеть крепостью Акко и был вынужден отступить в Египет.
В начале XIX века правитель Египетской провинции Мухаммед Али стал практически независимым от султана, а в 1832 году захватил Сирию и Палестину, нанеся поражение турецкой армии в битве при Коньи. В 1840 году Турция при помощи Великобритании и Австрии вернула себе контроль над этой территорией.
В 1838 году открылось первое западное консульство не в портовом городе — Великобритания создала представительство в Иерусалиме. В течение последующих 20 лет все крупные западные страны также открыли консульства в этом городе.
С 1839 года в империи наступила эпоха «танзимат» (реорганизации), которая продолжалась при трёх султанах — Абдул Меджиде, Абдул Азизе и Абдул Хамиде. Эти реформы также затронули и Палестину. Новые законы, выравнивающие права подданных султана, способствовали развитию частной собственности, производства сельскохозяйственной продукции, росту населения и уровня жизни. Европейские державы продолжали укреплять свои позиции в стране. Дипломатический конфликт между Францией и Россией из-за контроля над святыми местами стал причиной Крымской войны. Росло число паломников и туристов, население провинции к 1880 году достигло 450 тыс. человек.
Вальтер Лакер пишет, что Палестина в середине XIX века пребывала в состоянии полного упадка. Григорий Любарский, описывая Палестину последних лет XIX века, подверг жёсткой критике работу местных административных органов империи. Он писал, что огромные взятки, которые нужно выплачивать местным чиновникам, убивают любую инициативу и делают собственника почти беззащитным. Он приводит пример с проектом строительства современного водопровода в Иерусалиме, который не был реализован из-за того, что размер взяток по нему достиг половины стоимости самого проекта.

## Первая мировая война
Первая мировая война подорвала развитие провинции, были разорваны связи с поставщиками товаров, в том числе и продовольствия, население страдало от голода. Султан выступил в войне на стороне Германии, что предопределило поражение и расчленение страны.
Османские власти во время войны широко использовали принудительную трудовую повинность на прокладке дорог, рубке леса и т. п. Они конфисковали оружие еврейских жителей мошавов и Тель-Авива. Многие поселившиеся в Палестине евреи были подданными враждебных Османской империи государств, в частности Российской империи. В декабре 1914 года 700 евреев-иностранных подданных были задержаны в Яффе и затем депортированы в Египет. После этого евреи-иностранные подданные начали покидать Палестину; за время войны Палестину покинуло более 11 тыс. евреев (свыше 1/8 всего еврейского населения).
В связи с приближением с юга (из Египта) британских войск весной 1917 года все еврейские жители Яффы и Тель-Авива были депортированы на север Палестины. После раскрытия в сентябре 1917 года подпольной еврейской организации Нили, которая передавала разведывательные сведения британцам, а также нелегально доставляла палестинским евреям финансовую помощь из США, были проведены массовые обыски и аресты.
К концу октября 1917 года британская армия вторглась в Палестину с юга и взяла Беер-Шеву, Газу и Яффо. 11 декабря 1917 года войска генерала Алленби вступили в Иерусалим. Север страны оставался под турецким управлением до сентября 1918 года, а затем Палестина полностью перешла под контроль Великобритании, и таким образом османская эпоха управления Палестиной была завершена.